# Alto Biobio
Alto Biobio är en kommun i Chile.   Den ligger i provinsen Provincia de Biobío och regionen Región del Biobío, i den södra delen av landet, 500 km söder om huvudstaden Santiago de Chile.
I omgivningarna runt Alto Biobio växer i huvudsak blandskog. Runt Alto Biobio är det mycket glesbefolkat, med 6 invånare per kvadratkilometer.